# Ethylmethylether
Ethylmethylether (veraltet: Äthylmethyläther), oder Methoxyethan (veraltet: Methoxyäthan), ist eine chemische Verbindung aus der Gruppe der Ether. Die Verbindung liegt bei Raumtemperatur als etherisch riechendes, leicht entzündliches Gas vor.

## Gewinnung und Darstellung
Ethylmethylether kann durch eine Williamson-Ethersynthese aus Natriumethanolat und Brommethan gewonnen werden:

## Eigenschaften
Ethylmethylether ist ein farbloses, gut wasserlösliches, leicht entzündliches Gas sowie eine Lewis-Base. Ethylmethylether hat eine kritische Temperatur von 164,7 °C, einen kritischen Druck von 43,9 bar, eine kritische Dichte von 0,272 kg/l und eine Tripelpunkttemperatur von −139,2 °C.

## Verwendung
Ethylmethylether wird als Narkosemittel und als Zwischenprodukt für andere organische Verbindungen (wie das ebenfalls als Narkosemittel eingesetzte Methoxyfluran) verwendet.

## Sicherheitshinweise
Die Dämpfe von Ethylmethylether sind schwerer als Luft und können mit dieser ein explosionsfähiges Gemisch (Flammpunkt −37 °C, Zündtemperatur 190 °C) bilden. Bei höheren Konzentrationen in der Luft wirkt der Ether reizend auf die Schleimhäute von Augen und Atemwegen. Eine narkotische Wirkung ist sowohl für den Menschen, als auch für Mäuse nachgewiesen.